# Курьяново (Москва)
Курья́ново — микрорайон на юго-востоке Москвы в районе Печатники, на левом берегу в излучине Москвы-реки. На востоке соседствует с районом Люблино, на юго-востоке — с районом Марьино. Название — от бывшей деревни, позже ставшей посёлком, а с 1960 года вошедшей в черту Москвы.
В Курьянове находятся Курьяновская и Новокурьяновская станции аэрации. Также на территории микрорайона размещается учебно-спортивный комплекс.

## История
Наиболее плодородные земли поймы Москвы-реки входили в состав дворцовых владений и числились в Коломенской дворцовой волости. Московским государям здесь принадлежали Курьяново, Марьино, Батюнино. В сохранившейся писцовой книге 1664 года есть следующее описание: 
«Села Коломенского, что за Москвою рекою, по сю сторону Москвы реки: деревня Декурьяново, а в ней крестьян 12 дворов, деревня Марьино, а в ней крестьян 9 дворов, деревня Батюнино, а в ней крестьян 11 дворов, да двор Алексейки Иванова, живёт на Москве, кормится работаю. И всего в деревнях в Декурьянове и в Марьине и в Батюнине 32 двора, а людей в них 69 человек».
В 1930-х годах жители деревни были отселены для строительства станции аэрации и посёлка при ней в деревню Новокурьяново, расположившуюся внутри экспериментального железнодорожного кольца.
В 1950-х годах на месте деревни построен посёлок для работников станций (авторы проекта: архитекторы В. Н. Бровченко, Ю. С. Бочков, инженер Р. С. Фейгельман и др.), с 1980-х годов — район массовой жилой застройки.
Название сохранилось в наименовании 1—4-й Курьяновских улиц, Курьяновского бульвара, 1—2-го Курьяновских проездов.

## Транспорт
Автобусы: 35, 161, 292, 703, 736.
13 июля 2020 года открыт железнодорожный остановочный пункт «Курьяново» Курского направления Московской железной дороги для линии МЦД-2.

## Галерея

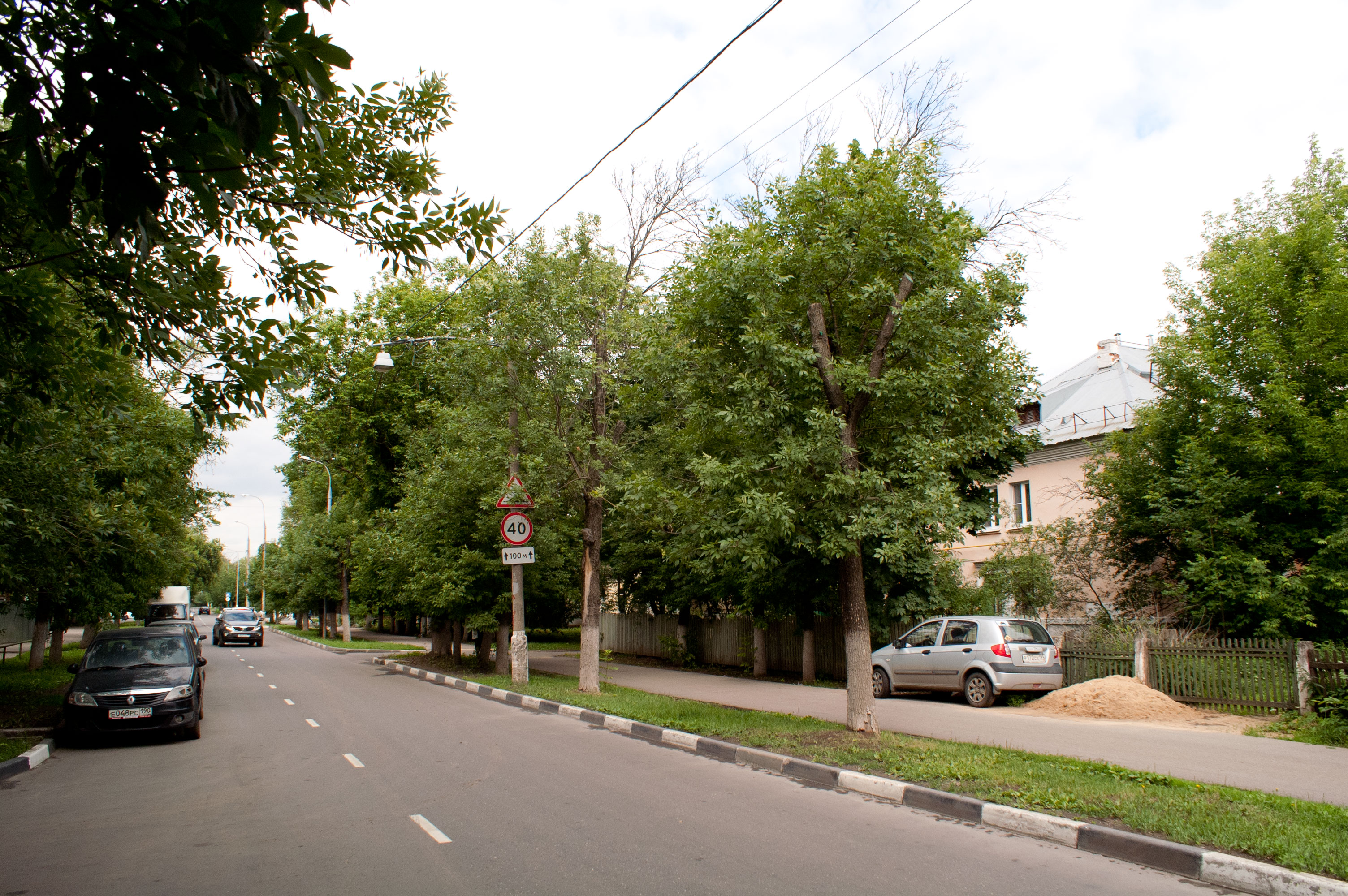
Первая Курьяновская улица
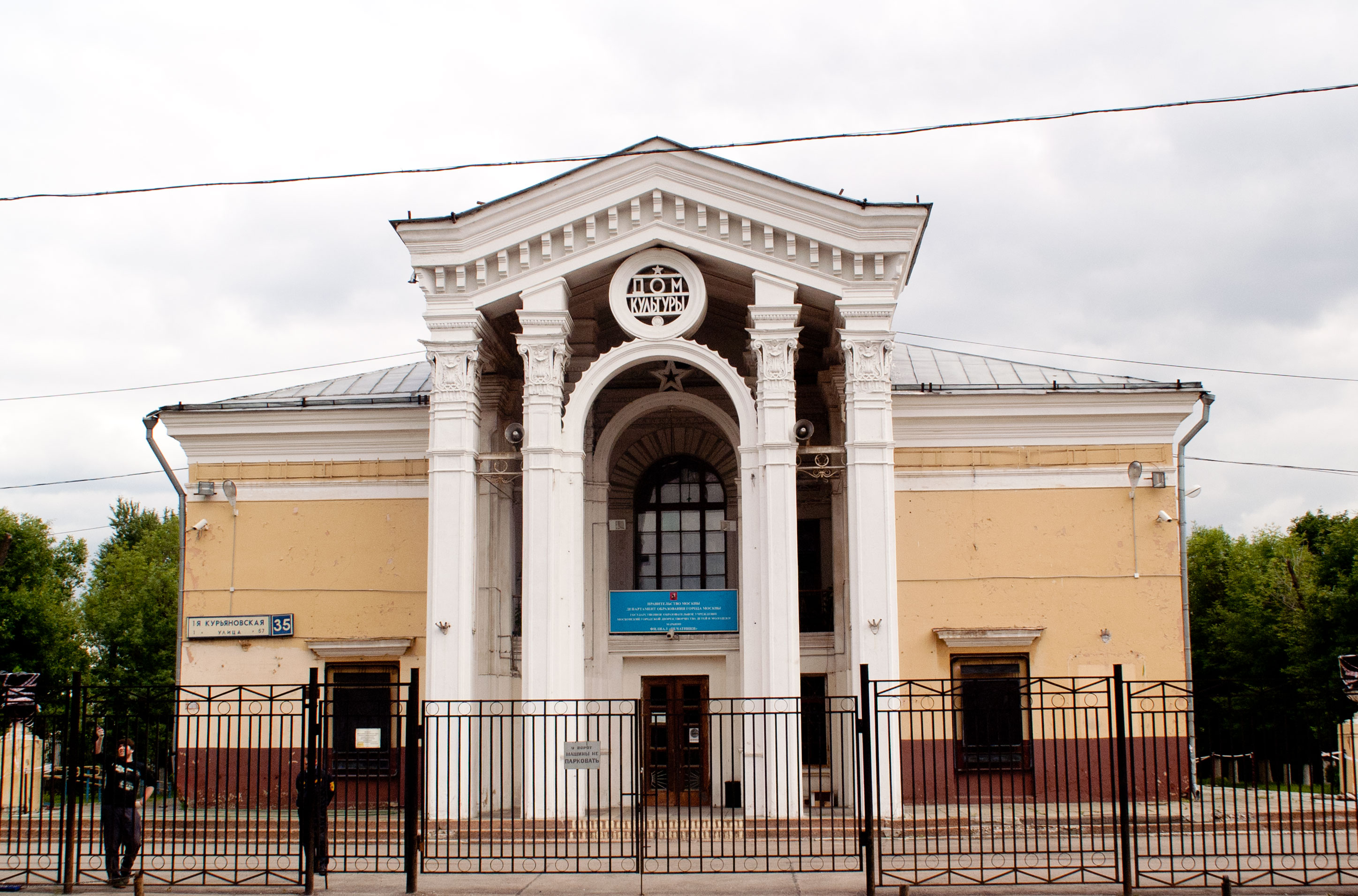
Первая Курьяновская улица. Дом Культуры. Не работает с 1996 года